# Ульяновка (Ардатовський район)
Улья́новка (рос. Ульяновка, ерз. Ульяновка) — присілок у складі Ардатовського району Мордовії, Росія. Входить до складу Сілінського сільського поселення.

## Населення
Населення — 20 осіб (2010; 39 у 2002).
Національний склад (станом на 2002 рік):
- росіяни — 97 %